# Liste der Monuments historiques in Sainte-Hermine
Die Liste der Monuments historiques in Sainte-Hermine führt die Monuments historiques in der ehemaligen französischen Gemeinde Sainte-Hermine auf.

## Liste der Bauwerke
| Bezeichnung                    | Beschreibung | Standort                    | Kennzeichnung | Schutzstatus | Datum | Bild           |
| ------------------------------ | ------------ | --------------------------- | ------------- | ------------ | ----- | -------------- |
| Schloss                        |              | (Lage)                      | PA00110240    | Inscrit      | 2005  | weitere Bilder |
| Protestantischer Friedhof      |              | (Lage)                      | PA00110241    | Inscrit      | 1989  |                |
| Beinhaus der Kirche Notre-Dame |              | (Lage)                      | PA00110242    | Inscrit      | 1989  |                |
| Kirche St-Pierre               |              | Simon-la-Vineuse (Lage)     | PA00110297    | Inscrit      | 1990  | weitere Bilder |
| Logis du Petit-Magny           |              | (Lage)                      | PA00110243    | Inscrit      | 1985  |                |
| Herrenhaus La Petite-Coudraie  |              | (Lage)                      | PA00110244    | Inscrit      | 1984  |                |
| Markthalle                     |              | (Lage)                      | PA00110245    | Inscrit      | 1985  |                |
| Denkmal für Georges Clemenceau |              | (Lage)                      | PA85000013    | Inscrit      | 1998  | weitere Bilder |
| Protestantische Kirche         |              | Petite-rue du Temple (Lage) | PA00110246    | Inscrit      | 1989  |                |

## Liste der Objekte
- Monuments historiques (Objekte) in Sainte-Hermine in der Base Palissy des französischen Kultusministeriums